# Lorca Deportiva
Lorca Deportiva war ein spanischer Fußballverein aus der Stadt Lorca. Der 2002 gegründete Klub spielte zwei Jahre in der zweitklassigen Segunda División und stellte 2010 den Spielbetrieb ein.

## Geschichte
Lorca Deportiva war der Nachfolgeclub von Lorca CF, der von 1994 bis 2002 bestand. Zuvor war der Verein bereits unter den Namen Sociedad Lorca FC, CD Lorca und CF Lorca Deportiva bekannt. Ursprünglich entstand der Club bereits im Jahre 1895.
In der Saison 2002/03 startete der Club in der Tercera División (Gruppe XIII). Noch in der gleichen Saison stieg er auf. Nach nur drei Jahren in der Segunda División B stieg man erneut auf und wurde 2005/06 in der ersten Saison als Zweitligist Fünfter, ehe man 2006/07 als Vorletzter wieder den Gang in die Segunda División B antreten musste.
Im Oktober 2010 zog sich der Verein in der Tercera División nach acht Spielen aus dem Spielbetrieb zurück, 2015 wurde der insolvente Klub schließlich aufgelöst.

## Stadion
Lorca Deportiva spielte im Estaio Francisco Artés Carrasco, das eine Kapazität von 8.064 Zuschauern hatte. Das Stadion wurde am 5. März 2003 mit einem Freundschaftsspiel zwischen Lorca und dem FC Barcelona eröffnet.

## Clubdaten
- Spielzeiten Liga 1: 0
- Spielzeiten Liga 2: 2
- Spielzeiten Liga 2B: 4
- Spielzeiten Liga 3: 3

## Bekannte ehemalige Spieler
- Daniel Aquino
- Facundo Sava
- Unai Emery